# Mesenchym

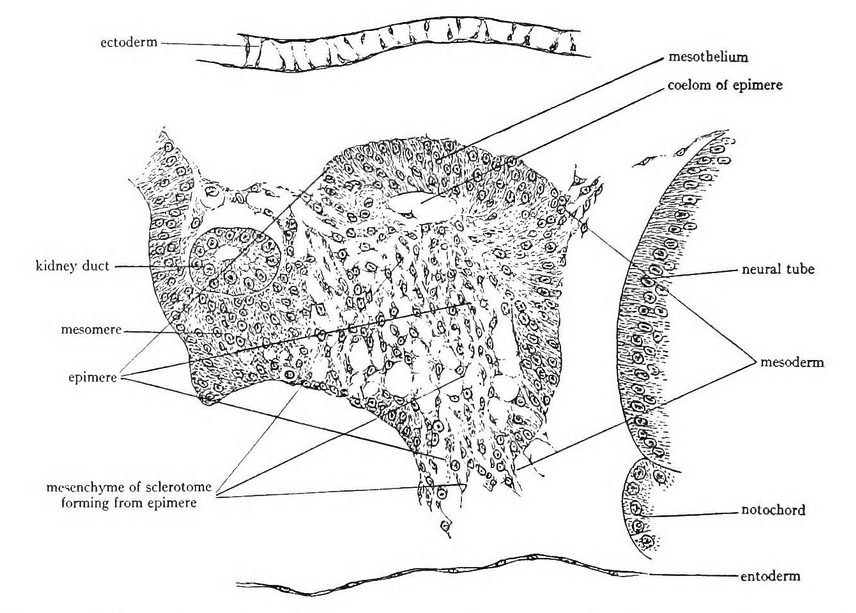
Mesenchym van een kippenembryo. 2 dagen na de bevruchting. epimere=epiblast

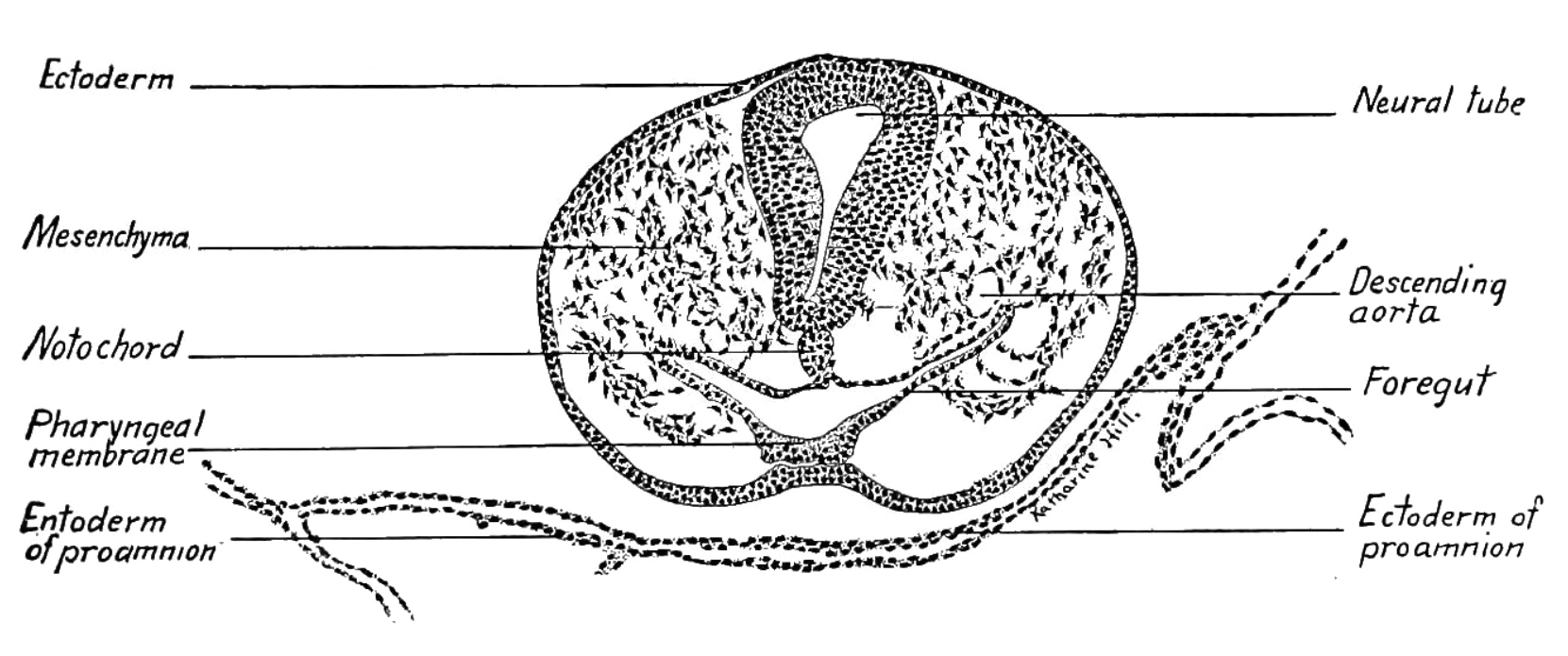
Dwarsdoorsnede door het slokdarmhoofdmembraan van een kippenembryo van vijfentwintig uur oud

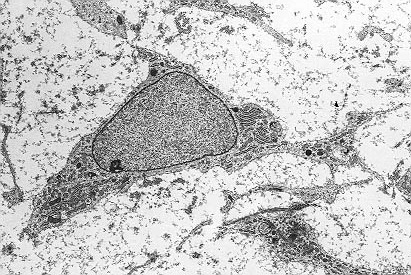
Mesenchymatische stamcel

Mesenchym of embryonaal bindweefsel is weefsel dat door ingressie vooral ontstaat uit het mesoderm van het embryo (mesoblastische oorsprong) en bestaat uit stervormig vertakte cellen. Ook uit bepaalde delen van het ectoderm (neurale lijst) en endoderm (lamina praechordalis) ontstaat mesenchym. De eerste cellen van het embryo die mesenchym vormen, zijn de extra-embryonale cellen van het trofectoderm. Deze migreren van het lichaam van de blastocyst naar de endometriumlaag van de baarmoeder om bij te dragen aan de vorming van de placenta.
Uit het mesenchym ontstaan bindweefsel, kraakbeen, botweefsel, lymfevaten, bloedvaten (endotheel, glad spierweefsel) en bijhorende organen. De gelatineuze massa bevat collageenbundels en fibroblasten. Vimentine (type III intermediaire filamenten) vormt een belangrijk onderdeel van mesenchymcellen. Het metanefris mesenchym is een van de twee embryologische structuren die de start vormen van de nier, de andere is de urineleiderknop. Het ligt als een kapje om het verwijde uiteinde van de urineleiderknop.
Simplicomorpha gigantorhabditis is een tweeslachtige worm met als kenmerkende eigenschap dat het geen gonaden heeft. In plaats daarvan plant hij zich voort door middel van gameten, die hij produceert uit mesenchym. Ook Acoelomorpha, waaronder Flagellophora apelti, planten zich voort door middel van gameten, die uit het mesenchym, dat tussen de epidermis en de spijsverteringsvacuole voorkomt, gevormd worden .
Mesenchym komt in het menselijk embryo voor vanaf de derde week vanaf de bevruchting. De eerste vorming van mesenchym vindt plaats tijdens de gastrulatie vanuit de epitheel-mesenchymale overgang (EMT). Deze overgang vindt plaats door het verlies van cadherine, zonula occludens, zonula adhaerens en desmosomen op de celmembranen van epitheelcellen. De oppervlaktemoleculen ondergaan endocytose en het cytoskelet van de microtubuli verliest vorm, waardoor het mesenchym langs de extracellulaire matrix (ECM) kan migreren. De epitheel-mesenchymale overgang vindt plaats in embryonale cellen en vereist migratie door of over weefsel, en kan worden opgevolgd door een epitheel-mesenchymale overgang voor het vormen van secundaire epitheelweefsels. Embryologische mesenchymale cellen brengen proteïne S100-A4 (S100A4) tot expressie, ook bekend als het fibroblast-specifiek eiwit, wat indicatief is voor hun gedeelde eigenschappen met de migrerende volwassen fibroblasten, en c-Fos, een oncogen geassocieerd met de downregulering van het epithele cadherine. Zowel de vorming van de primitieve streep als het mesenchymweefsel zijn afhankelijk van het Wnt/β-catenine-reactiepad. Specifieke markers van mesenchymweefsel omvatten de extra expressie van ECM-factoren zoals fibronectine en vitronectine.

## Somatopleura en splanchnopleura
Het mesoderma laminae lateralis splitst zich in de pariëtale (somatisch mesoderm) en viscerale (splachnisch mesoderm) lagen.
- De combinatie van ectoderm en somatisch mesoderm vormt de somatopleura (mesenchyma somatopleurale), die het amnion, het chorion en de laterale lichaamswand van het embryo vormt. De embryonale somatopleura wordt vervolgens verdeeld in 3 secties: de knopvorming van de voorste ledematen, de knopvorming van de achterste ledematen en de niet-ledemaatvormende wand. De knopvormende secties worden groter.
- De combinatie van endoderm en visceraal mesoderm vormt de splanchnopleura (mesenchyma splanchnopleurale), die de wanden van de darmbuis bekleedt.

Visceraal betekent dat de betreffende structuur gehecht is aan, of geassocieerd met de ingewanden en pariëtaal dat het gehecht is aan, of geassocieerd met de lichaamswand van borst of buik.

## Ecto-mesenchym
Een speciale vorm van mesenchym is het ecto-mesenchym, afkomstig uit de neurale lijst (tijdens de neurulatie gaat zich bilateraal van de neurale plaat een groepje cellen vestigen tussen de neurale buis en het oppervlakte-ectoderm; dit wordt de neurale lijst genoemd).
Dit ectomesenchym vormt het mesenchym van de kieuwbogen.

## Gewervelden
De bouw van het mesenchym bestaat uit een losse verzameling van netvormig vervlochten reticulinevezels en niet-gespecialiseerde mesenchymatische stamcellen. De intercellulaire substantie bestaat uit een stroperige vloeistof die hyaluronzuur bevat.

## Ongewervelden

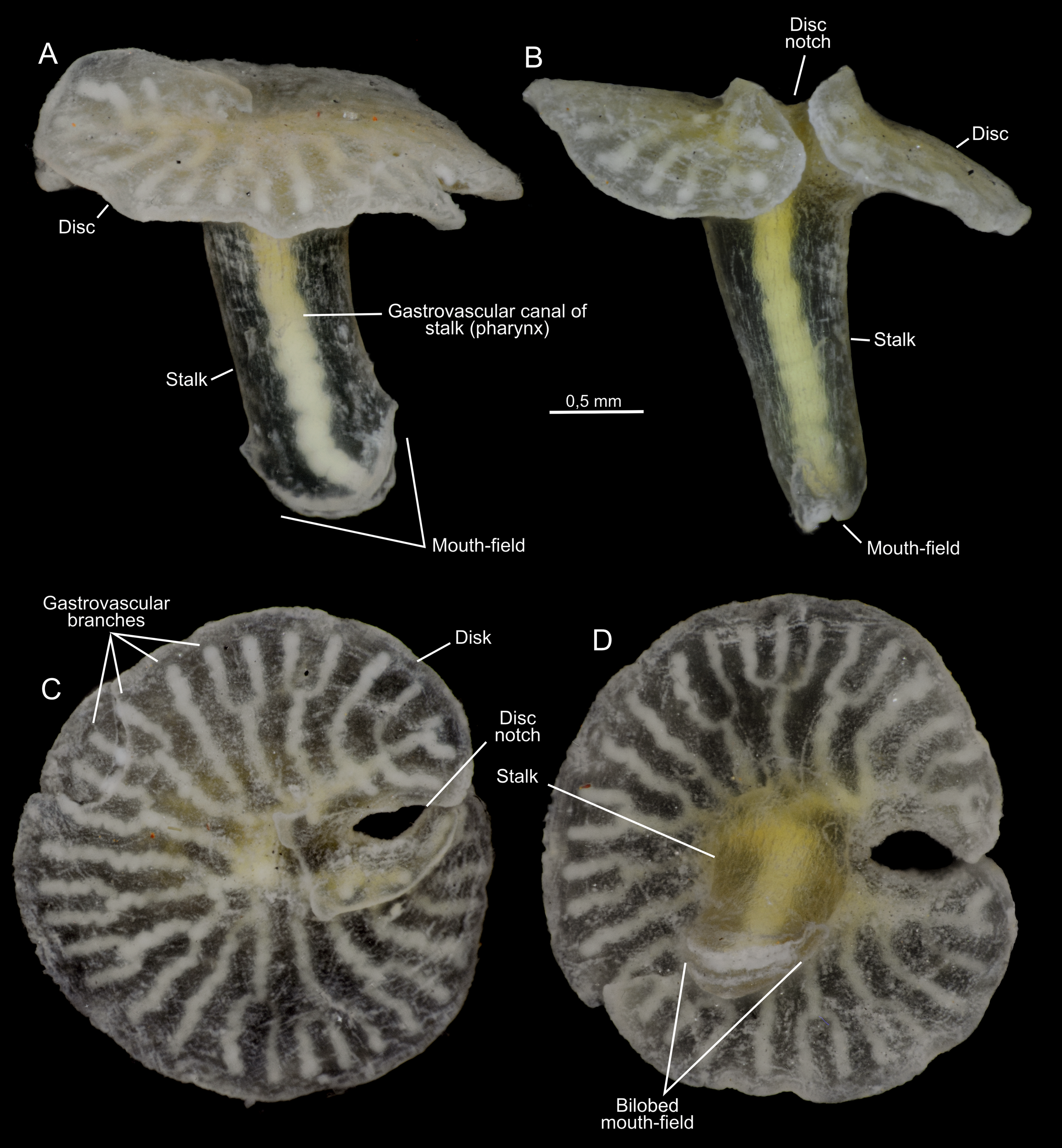
Dendrogramma enigmatica een hydroïdpoliep met gastrovasculaire kanaal en vertakkingen

Bij sommige ongewervelde dieren, zoals sponzen, neteldieren, ribkwallen en sommige triploblasten (namelijk de acoelomaten die geen coeloom hebben, zoals de platwormen), verwijst de term ‘mesenchym’ naar een min of meer vast maar losjes georganiseerd weefsel dat bestaat uit een gelmatrix (de mesoglea) met verschillende cellulaire en vezelachtige insluitsels, gelegen tussen de epidermis en de gastrodermis (van niet-triploblastdieren wordt gewoonlijk aangenomen dat ze geen "bindweefsel" hebben). In sommige gevallen is de mesoglea niet-cellulair..
- In sponzen wordt het mesenchym mesohyl genoemd.[4]
- Bij diploblasten (neteldieren en ribkwallen) is het mesenchym volledig van het ectoderm afgeleid. Dit soort mesenchym wordt ectomesodermaal genoemd en wordt niet als echt mesoderm beschouwd.
- Bij triploblastische acoelomaten (zoals platwormen) wordt de term parenchym soms gebruikt voor de middelste (mesenchym) laag, waarin de dichte laag weefsels omvat die zijn afgeleid van ectoderm en van entomesoderm (echt mesoderm, afgeleid van entoderm).

Wanneer celmateriaal schaars of dicht opeengepakt is, zoals bij neteldieren, kan het mesenchym soms collenchym of parenchym bij platwormen worden genoemd. Als er geen celmateriaal aanwezig is, zoals bij hydroïdpoliepen, wordt de laag terecht mesoglea genoemd.. When no cellular material is present as in Hydrozoa), the layer is properly called mesoglea.
Bij sommige kolonievormende neteldieren wordt het mesenchym geperforeerd door gastrovasculaire kanalen die doorlopen tussen de leden van de kolonie. Deze hele matrix van gemeenschappelijk basaal materiaal wordt coenenchym genoemd.

## Mesenchymatische stamcel
Mesenchymatische stamcellen, primaire mesenchymcellen, cellulae mesenchymaticae praecursoriae of mesenchymale stromale cel vormen het eerste embryonale mesenchymweefsel dat ontstaat en wordt geproduceerd door de epitheel-mesenchymale overgang (EMT), waarbij epitheelcellen of mesodermcellen hun celpolariteit en cel-celadhesie verliezen, migrerende en invasieve eigenschappen krijgen en zo mesenchymatische stamcellen worden. Ze zijn zeer beweeglijk en kunnen over grote afstanden migreren. Ze zijn multipotent.

## Moleculaire basis voortbeweging mesenchymcel

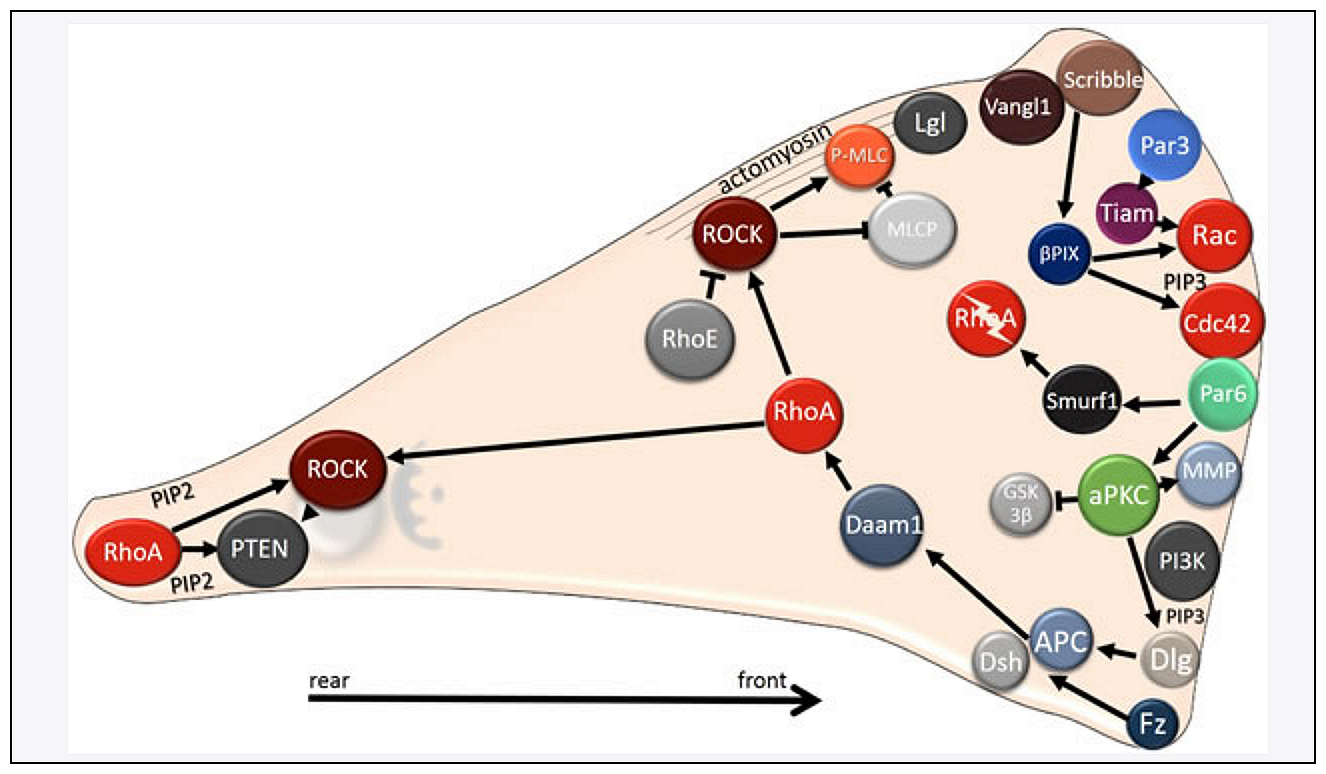
Intracellulaire lokalisatie van polariteitseiwitten tijdens mesenchymcelmigratie..

Polariteitseiwitten in de voorste rand reguleren Rho GTPases. Aan de voorkant worden Cdc42 en Rac geactiveerd, terwijl het RhoA-eiwitniveau wordt verlaagd naarmate RhoA wordt afgebroken door Smurf. Het Rho/ROCK-reactiepad wordt aan de achterkant van de cel gestabiliseerd door een positieve terugkoppelinglus die lipidefosfatase PTEN en PIP2 omvat. In mesenchymcellen gaan Par- en Crumbs-complexen met PIP3 (en PI3K) naar de voorkant, in tegenstelling tot epitheelcellen, waar de Par- en Crumbs-complexen zich verplaatsen met PIP2 naar het apicale gebied. Het Scribble-complex, dat basolateraal (aan de basis en aan de zijkant liggend) in epitheelcellen wordt aangetroffen, lokaliseert zich naar de voorrand, waar het Rho GTPases reguleert.

## Ziekten
Er zijn verschillende pathologieën beschreven als gevolg van veranderingen in het mesenchymale weefsel, zowel erfelijk als omgevingsgebonden.
- Syndroom van Marfan: genetische aandoening veroorzaakt door een defect in de fibrillines.
- Scheurbuik: Veroorzaakt door een tekort aan vitamine C, wat leidt tot collageenmisvorming.
- Tumoren die uit het mesenchym ontstaan, worden mesenchymomen genoemd. Kwaadaardige tumoren van weefsels van mesenchymale oorsprong worden sarcomen genoemd.
- Een fibroom, wild vlees of fibroïde tumor is een goedaardige tumor die opgebouwd is uit bindweefsel. Fibromen kunnen voorkomen in alle weefsels die zijn ontstaan uit het mesenchym. Kwaadaardige tumoren van bindweefsel worden fibrosarcomen genoemd.

## Afbeeldingen

Verschil in gastrulatie tussen Protostomia versus Deuterostomia
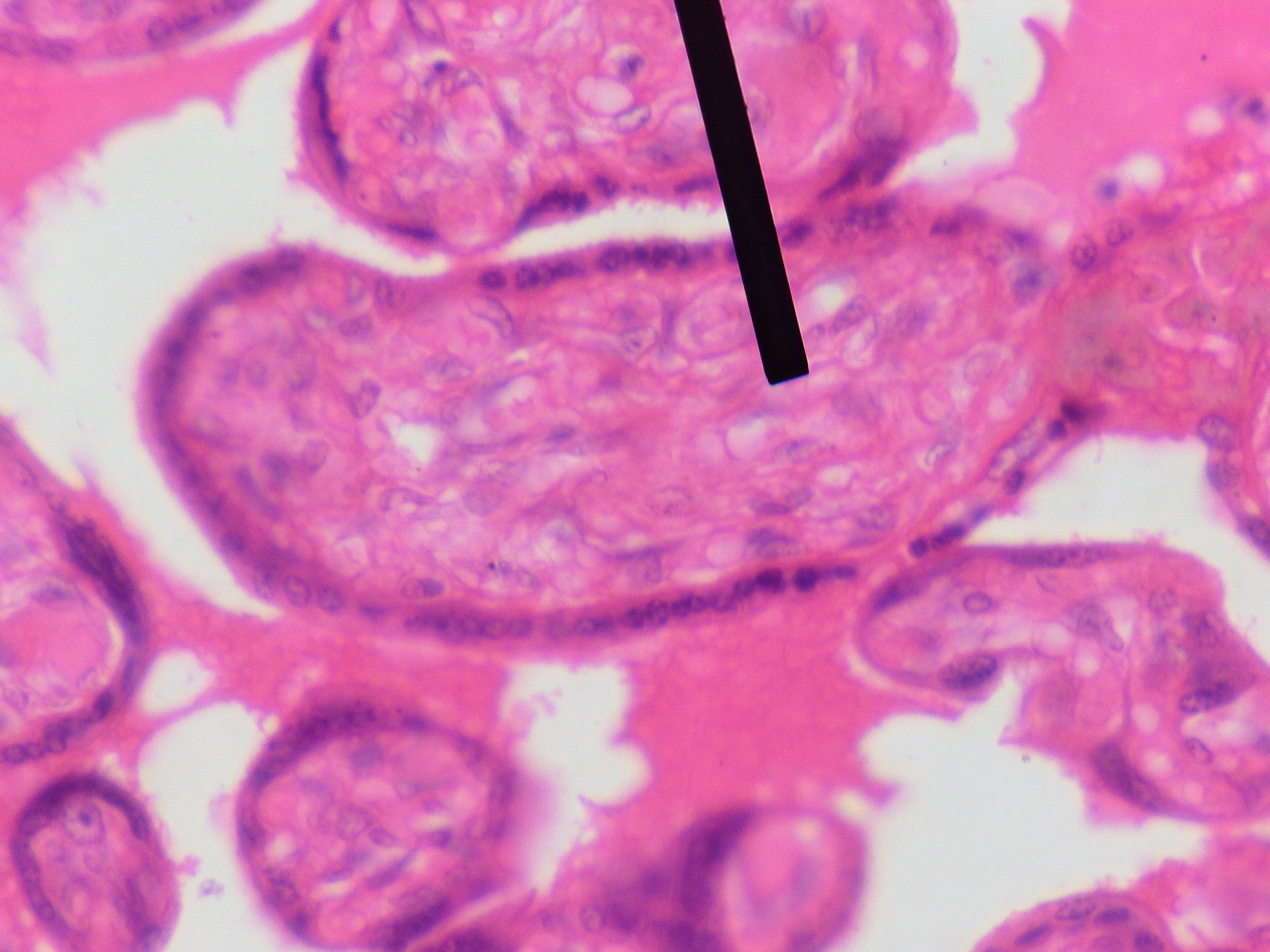
Mesenchymcel gekleurd met H&M
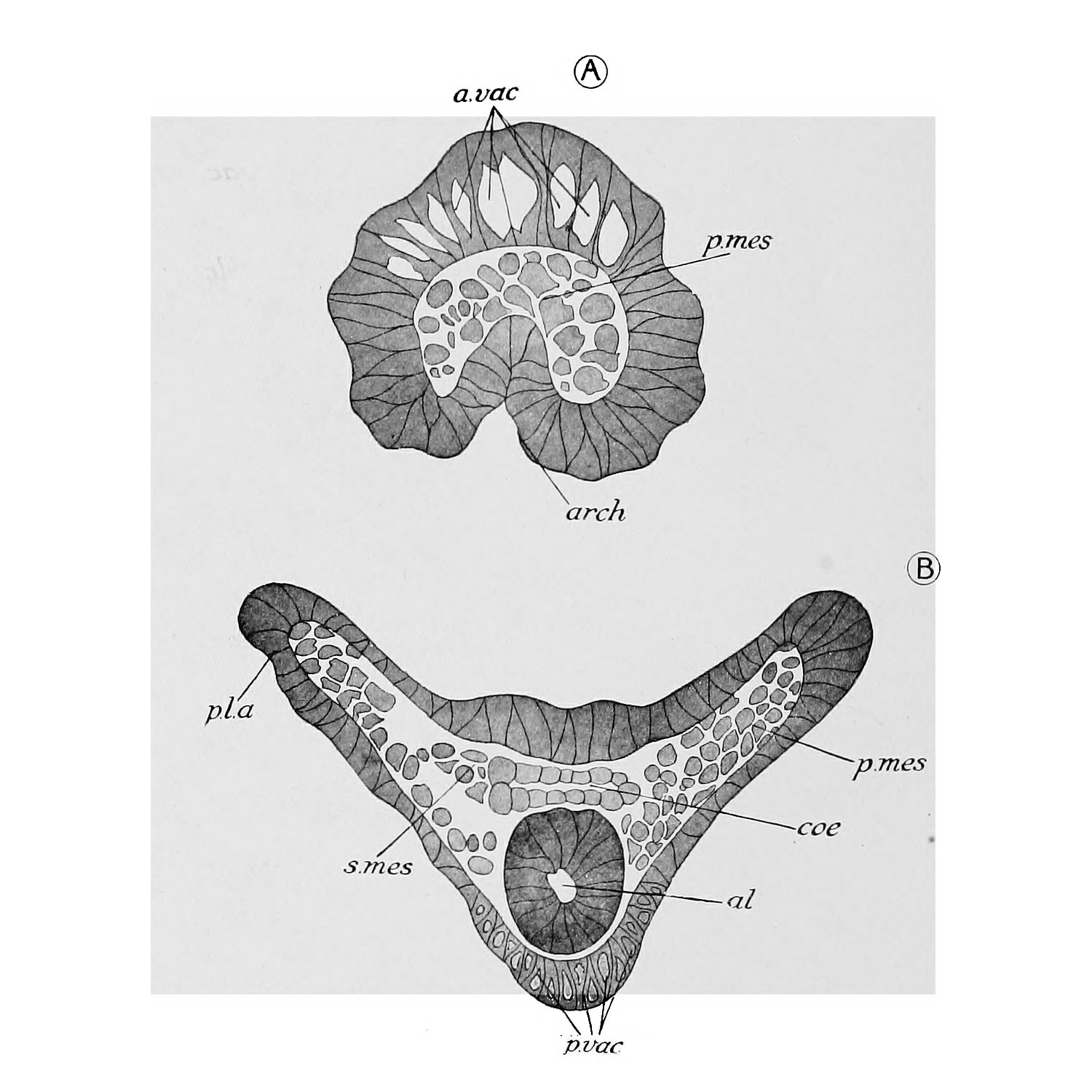
Brokkelster gastrula p.mes: primair mesenchym, s.mes: secundair mesenchym
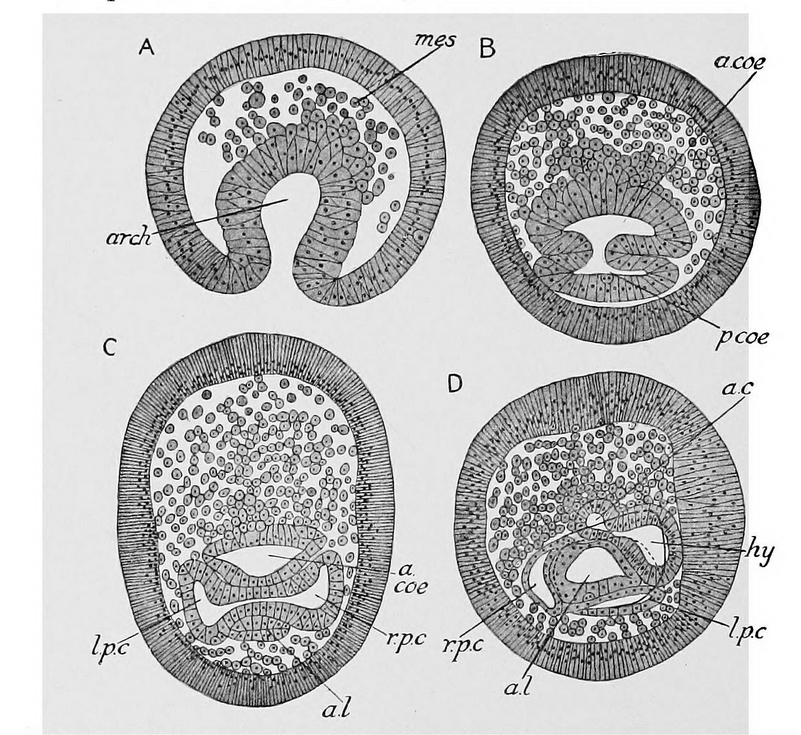
Gastrulatie bij Antedon bifida. A: embryo 26 uur, B: embryo 48 uur, C: embryo 57 uur, D: embryo 75 uur na bevruchting. mes, mesenchym.
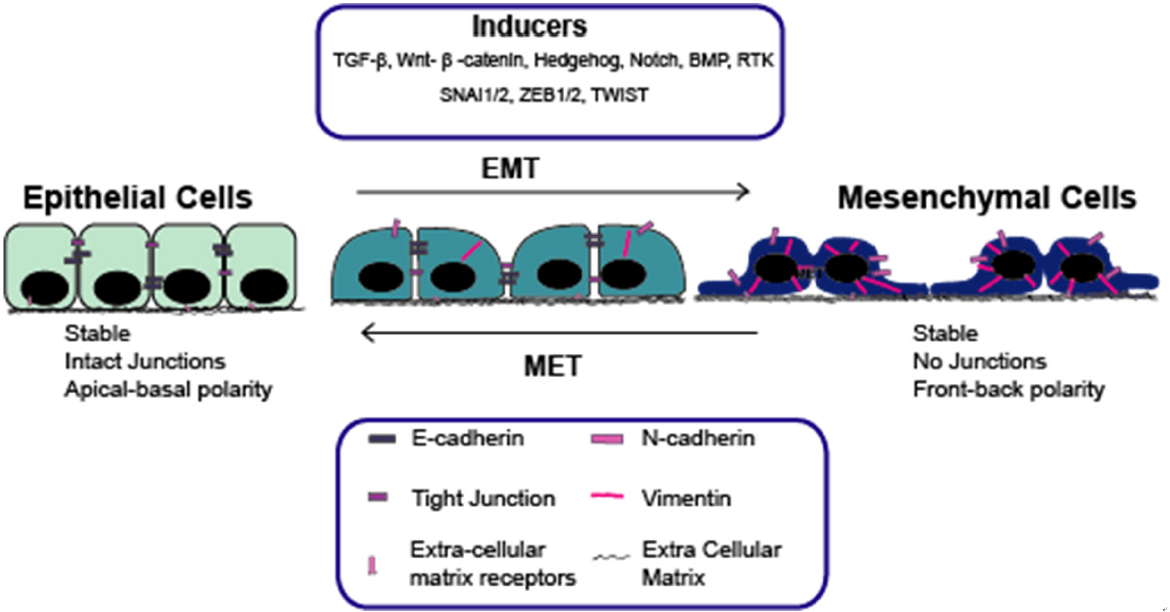
Epitheel-mesenchymale overgang (EMT) met transcriptiefactoren (inducers)
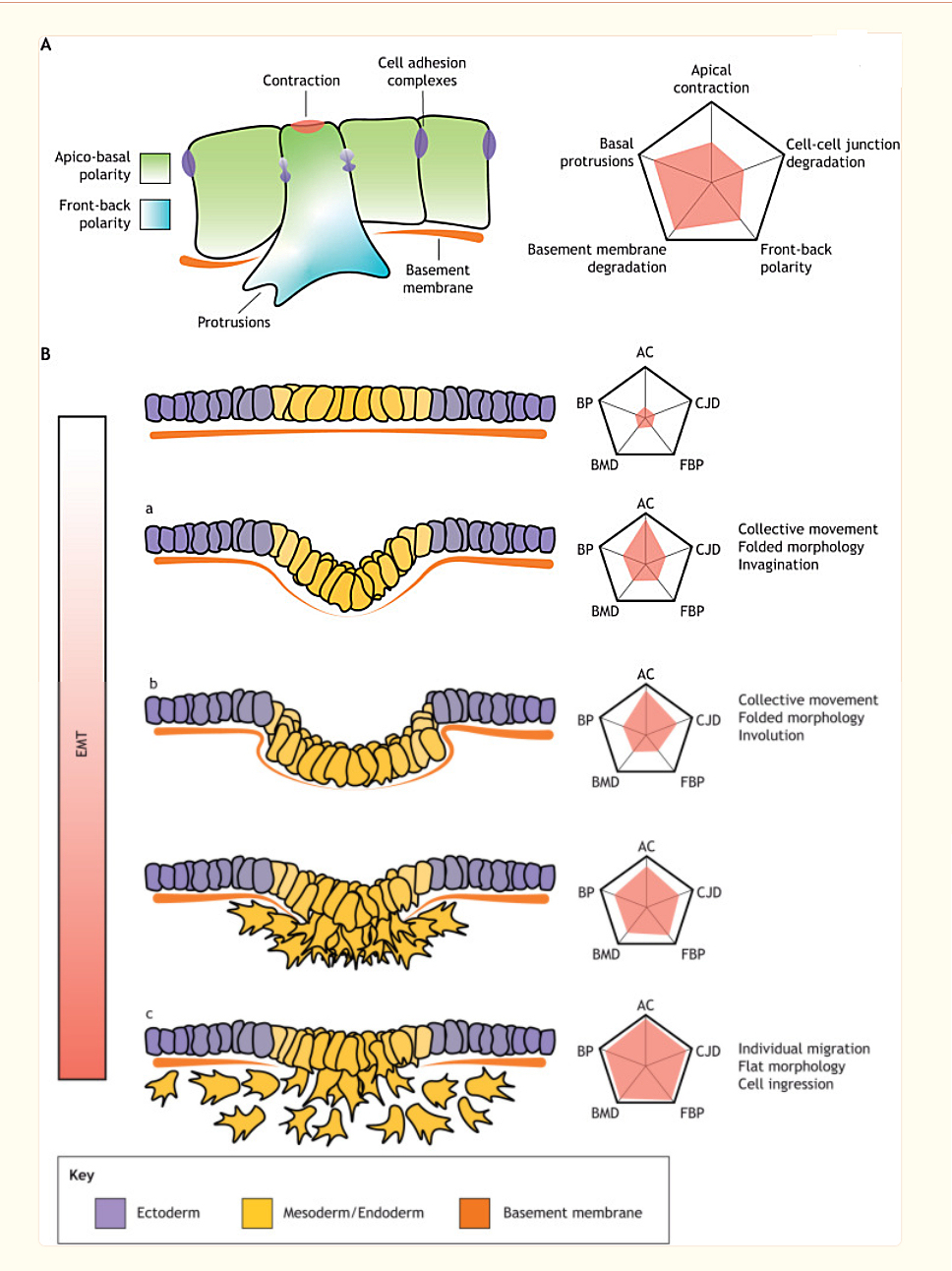
Verschillende graden van epitheel-mesenchymale overgang (EMT) correleren met verschillende weefselmorfologieën
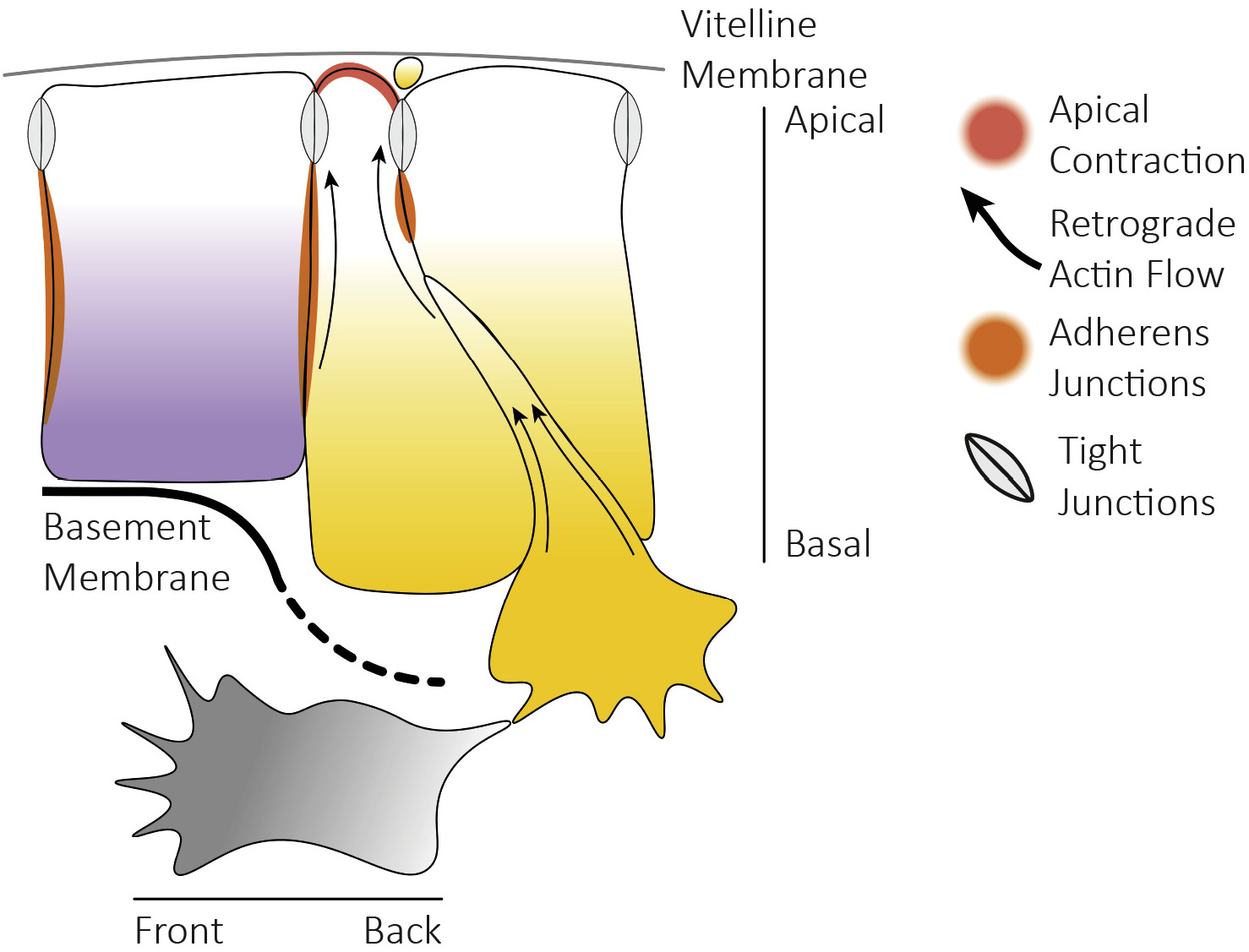
Ingressie bij een vogel-embryo
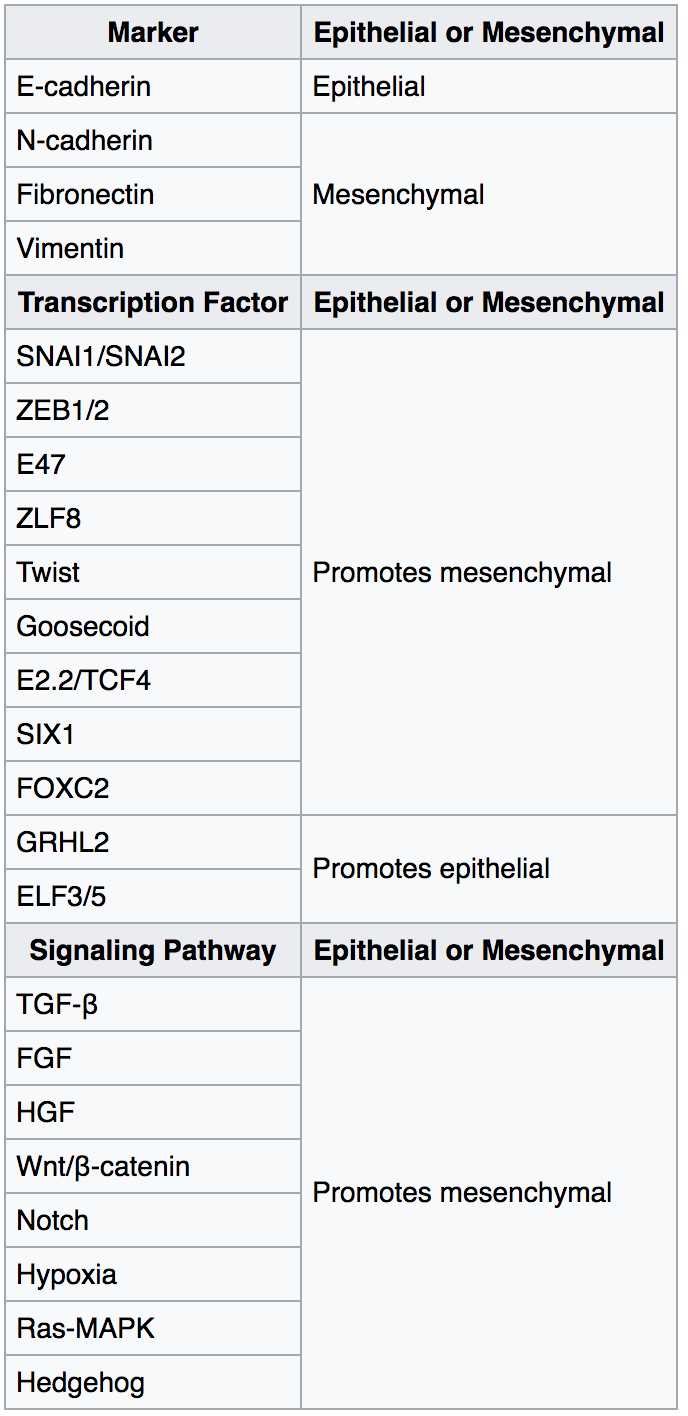
Belangrijke inductoren van de epitheel-mesenchymale overgang